# Compsophorus mirandus
Compsophorus mirandus là một loài tò vò trong họ Ichneumonidae.